# Lillpite
Lillpite (Klein Pite) is een stadje (tätort) binnen de Zweedse gemeente Piteå. Het stadje is gelegen op de beide oevers van de Kleine Piterivier, die zuidoostwaarts door de woonwijken stroomt. Vanuit het noorden stroomt de Norrbodbäcken in. Lillpite is een voorbeeld van de postglaciale opheffing in het noorden van de Botnische Golf. Tot in de 18e eeuw kwam die golf tot aan de oostkant van het dorp. Het water heeft zich 5 kilometer moeten terugtrekken ter faveure van land. De voormalige baai is nog zichtbaar in het landschap, als overgang in de vegetatie.
De naam is vermoedelijk afkomstig van het Samische Bitam en men moest onderscheid hebben ten opzichte van de Piterivier; de rivier door het dorp is veel kleiner dan de Pite älv. En nu is het dorp ook kleiner dan het stadje Piteå
De omgeving van Lillpite was al bewoond in de 14e eeuw, men leefde voornamelijk van landbouw en bosbouw. In 1505 komt het in een geschrift voor als Lytlepiithae. In 1543 zijn er 11 huizen; in de 17e eeuw stonden er ongeveer 20 huizen, in 1880 waren er rond de 75. Tegenwoordig verdienen veel mensen de kost met informatica. Men had hier de eerste breedbandaansluiting van Zweden en ook het in 2006 aangelegde glasvezelkabel zorgt der voor dat die industrie zich verder kan ontwikkelen.
Nabij het stadje ligt een waterkrachtcentrale in de rivier.